# Anna Margrethe Hansen
 Der er flere personer med dette navn, se Anna Hansen.
Anna Margrethe Hansen (født 6. marts 2006 på Amager) er en cykelrytter fra Danmark, der kører for Team Friis ABC ACR.